# Фриде, Нина Александровна
Ни́на Алекса́ндровна Фри́де (настоящее имя Антонина; 10 [22] января 1859, Петербург — 16 марта 1942, Ленинград) — российская и советская оперная и концертная певица (меццо-сопрано, контральто), вокальный педагог.

## Биография
Родилась в семье генерала артиллерии. Училась музыке вначале у матери, ученицы А. Г. Рубинштейна, с 1877 года — в Петербургской консерватории (класс фортепиано профессора К. К. Фан-Арка; с весны 1880 — класс пения Н. А. Ирецкой). С осени 1880 года совершенствовалась за границей: у профессора М. Маркези (Вена, 1880—1881), у Ж. Дюпре (Париж, 1881—1882).
18 октября 1882 года дебютировала во Флоренции (Пьеретто в «Линда ди Шамуни» Г. Доницетти, Театр Никколини). С декабря 1882 пела в Барселоне (театр Лисео), после февраля 1883 — в Вене, во Флоренции (Новый театр); занималась у профессора А. Буцци (Милан).
В 1883 году, вернувшись в Россию, концертировала в Тифлисе, Кисловодске, Владикавказе, Пятигорске и Баку, затем (1883—1884) — в Москве и Петербурге.
В 1884—1891, 1895—1903 и 1914 годах — солистка Мариинского театра (дебют — Амнерис в «Аиде» Дж. Верди 16.4.1884). Гастролировала в Мадриде (где также совершенствовалась у Дж. Ронкони), Барселоне и Лиссабоне (1884), в Тифлисе (1884, 1885), Ревеле (1885), Париже (1888, 1894), Одессе и Владимире (1889), Москве (1890, 1891; Анна Болейн в «Генрихе VIII» К. Сен-Санса, Большой театр, 1898), Варшаве (1891, 1892), Монте-Карло и Ницце (1894), Риге (1898). Совершенствовалась у профессора С. Бакса (Париж, 1887) и г-жи Ришар (1895).
В 1914—1918 годах работала сестрой милосердия в действующей армии.
После революции преподавала в Петроградской консерватории (с 1921 — профессор). С 1920 года жила в Луге; преподавала в педагогическом техникуме и в музыкально-сценической школе, организовала и вела зимние курсы для инструкторов-вокалистов из числа колхозниц. Со своими учениками ставила отрывки из опер («Евгений Онегин», «Мазепа» и «Пиковая дама» П. И. Чайковского, «Самсон и Далила» К.Сен-Санса, «Кроатка, или Соперницы» О. И. Дютша, «Аида» Дж. Верди, «Царская невеста» Н. А. Римского-Корсакова).
В 1940 году участвовала в работе научной сессии, посвящённой 100-летию со дня рождения П. И. Чайковского. С 1941 года жила в Ленинграде.

## Творчество
Обладала сильным голосом теплого, «бархатного» тембра; была яркой представительницей бельканто; её исполнение отличалось изяществом и артистичностью.
Партнёрами Н. А. Фриде на сцене были: А. Ю. Больска, А. М. Давыдов, М. М. Корякин, М. И. Михайлов, Е. К. Мравина, И. П. Прянишников, К. Т. Серебряков, Л. В. Собинов, Ф. И. Стравинский, И. В. Тартаков, М.Фигнер, Н. Н. Фигнер, Ф. И. Шаляпин. Пела под управлением Ф. М. Блуменфельда, Э. А. Крушевского, Э. Ф. Направника, В. И. Сафонова, Н. А. Римского-Корсакова, Х. Рихтера, П. И. Чайковского, М.Фидлера.
Её репертуар включал 59 партий в 53 операх, симфонических произведениях (финал 9-й симфонии Л. Бетховена, Маргарита в «Осуждении Фауста» Г. Берлиоза), а также вокальные произведения и романсы А. С. Даргомыжского, А. Г. Рубинштейна, М. А. Балакирева, П. И. Чайковского, Ц. А. Кюи, Н. А. Римского-Корсакова, Ф. Листа, Ф. Шопена, Ж. Массне, П. Виардо.

### Избранные оперные партии
- Кончаковна («Князь Игорь» А. П. Бородина)
- Ваня («Жизнь за царя» М. И. Глинки)
- Ратмир («Руслан и Людмила» М. И. Глинки)
- Фёдор («Борис Годунов» М. П. Мусоргского)
- Любава Буслаевна («Садко» Н. А. Римского-Корсакова) — первая исполнительница в Мариинском театре (1901)[1]
- Любаша («Царская невеста» Н. А. Римского-Корсакова)
- Весна-красна; Лель («Снегурочка» Н. А. Римского-Корсакова)
- Рогнеда (одноимённая опера А. Н. Серова)
- Андреино («Корделия» Н. Ф. Соловьёва) — первая исполнительница (1885)[1]
- Филипп («Месть амура» А. С. Танеева) — первая исполнительница (1899)[1]
- Няня; Ларина; Ольга («Евгений Онегин» П. И. Чайковского)
- Любовь Кочубей («Мазепа» П. И. Чайковского)
- Миловзор («Пиковая дама» П. И. Чайковского) — первая исполнительница (1890)[1][2]
- Полина, Графиня («Пиковая дама» П. И. Чайковского)
- Боярыня Морозова; Басманов («Опричник» П. И. Чайковского)
- Иоанна д’Арк («Орлеанская дева» П. И. Чайковского)
- Солоха («Черевички» П. И. Чайковского)
- Мерседес («Кармен» Ж. Бизе) — первая исполнительница в Мариинском театре (1885)[1]
- Фрикка («Валькирия» и «Золото Рейна» Р. Вагнера)
- Гримгерда («Валькирия» Р. Вагнера)
- Зибель («Фауст» Ш. Гуно)
- Стефано («Ромео и Джульетта» Ш.Гуно)
- Жавотта («Манон» Ж. Массне) — первая исполнительница в России (1885)[1]
- Шарлотта («Вертер» Ж. Массне)
- Урбан («Гугеноты» Дж. Мейербера)
- Марцелина («Свадьба Фигаро» В. А. Моцарта) — первая исполнительница в Мариинском театре (1901)[1]
- Миссис Пэдж («Виндзорские кумушки» О. Николаи)
- Памела («Фра-Дьяволо, или Гостиница в Террачине» Д. Обера)
- Никлаус («Сказки Гофмана» Ж. Оффенбаха) — первая исполнительница в Мариинском театре (1899)[1]
- Лаура Адорно («Джоконда» А. Понкьелли)
- Далила («Самсон и Далила» К. Сен-Санса)
- Угомон («Гензель и Гретель» Э.Хумпердинка) — первая исполнительница в Мариинском театре (1897)[1]
- Гензель («Гензель и Гретель» Э.Хумпердинка)
- Фидальма («Тайный брак» Д. Чимарозы) — первая исполнительница в России (1895)[1]

### Дискография
В 1903 году записала на грампластинки 10 произведений (Петербург, «Колумбия» / Columbia).
- Nina de Friede (англ.) на сайте AllMusic (проверено 20 июня 2015).

### Сочинения
- Воспоминания о Чайковском // Огонёк. — 1940. — № 12.

## Награды и признание
- звание «Солистка Его Величества» (1902)[1][3][4].

## В музыке
Н. А. Фриде посвятили свои романсы А. К. Глазунов («Муза»), М. А. Балакирев («Я любила его»), Н. А. Римский-Корсаков («Вертоград»), Э. Ф. Направник («Я нарву вам цветов к именинам»), Ц. А. Кюи, П. И. Чайковский.